# Lac Eokitakwak Kakickapiskakamak
Lac Eokitakwak Kakickapiskakamak är en sjö i Kanada.   Den ligger i regionen Lanaudière och provinsen Québec, i den sydöstra delen av landet, 250 km nordost om huvudstaden Ottawa. Lac Eokitakwak Kakickapiskakamak ligger 428 meter över havet. Arean är 0,46 kvadratkilometer. Den ligger vid sjöarna  Lac Kakickapiskakamak Lac Kamickekwakamacik och Lac Kamokwocik. Den sträcker sig 0,9 kilometer i nord-sydlig riktning, och 1,0 kilometer i öst-västlig riktning.
I omgivningarna runt Lac Eokitakwak Kakickapiskakamak växer i huvudsak blandskog. Trakten runt Lac Eokitakwak Kakickapiskakamak är nära nog obefolkad, med mindre än två invånare per kvadratkilometer.